# 35. Kurentovanje (1995)
Kurentovanje 1995 je bil petintridesetni uradni ptujski karneval, ki je potekal med 18. in 28 februarjem.
Letošnje 11-dnevno Kurentovanje je pod vodstvom Marjeta Jeraj, prvič organiziralo Gospodarsko interesno združenje za turizem Poetovio VIVAT. Dež je precej motil tako otvoritveno slovesnost, katero so morali prestaviti v šotor; kot tudi osrednjo mednarodno nedeljsko karnevalsko povorko, ki je zaradi močnega naliva odpadla, že tretjič v zgodovini. Vsi ostali dogodki so bili izpeljani. Strošek prireditve je znašal okrog 15 milijonov tolarjev, za nagrade pa se je prijavilo do tedaj rekordnih 40 različnih karnevalskih skupin. Kapaciteto šotora so letos povečali na 1500 oseb (lani 800).

## Celoten spored kurentovanja

### Glavni tradicionalni dogodki
| Od   | Dogodek                            | Dan                    |
| ---- | ---------------------------------- | ---------------------- |
| 1960 | 35. mednarodna karnevalska povorka | pustna nedelja (26.2.) |
| 1960 | 35. Pokop pusta                    | pustna torek (28.2.)   |

### Spremljevalni program
| Od   | Dogodek                                                       | Dan                  |
| ---- | ------------------------------------------------------------- | -------------------- |
| 1995 | 1. Gala ples "noč v mestu stoterih obrazov" na ptujskem gradu | pustni petek (24.2.) |

### Karnevalski šotor
| Od   | Dogodek                             | Dan                   |
| ---- | ----------------------------------- | --------------------- |
| 1994 | 2. Veliki karnevalski ples v maskah | pustna sobota (25.2.) |

## Glavni dogodki

### Otvoritvena slovesnost (18.2.)
18. februarja, ob 10. uri je bila otvoritvena karnevalska slovesnost predvidena zunaj, po starem mestnem jedru, a so jo za zaradi dežja morali prestaviti v karnevalski šotor, kjer so opravili veliko večino otvoritvenih ceremonij. Te so se začele s prihodom častnega sveta kurentovanja, vodij sodelujočih skupin ter drugih gostov in članov organizacijskega odbora, ki so se poprej zbrali v Mestni hiši, v šotor pa so se pripeljali z vlakcem Ptujčan.
Po nastopu fanfaristov in mažoretk ob spremljavi Pihalnega orkestra Ptuj, je navzoče pozdravil ptujski župan, ki je tudi uradno otvoril letošnji karneval. Sledila je predstavitev programa prireditev, ki so se zvrstile v naslednjih 11 dneh. Za tem pa so nastopile naslednje etnografske skupine:
- Kopjaši (Markovci)
- Pokači (Podlehnik)
- Kurenti in koranti
- Škoromati (Podgrad v Brkinih)

### 1. Gala ples "noč v mestu stoterih obrazov" na ptujskem gradu (24.2.)
24. februarja, na pustni petek, so v romanskem palaciju ptujskega gradu pripravili prvi gala ples v maskah pod imenom "Noč v mestu stoterih obrazov". Prvo izvedbo elitnega pustnega plesa v maskah na Ptuju, katerega so se udeležili visoki povabljenci, slednji niso mogli dovolj prehvaliti.

### 2. Veliki karnevalski ples v maskah (25.2.)
25. februarja, na pustno soboto zvečer, ob 18. uri, je potekal osrednji in najbolj obiskan dogodek v karnevalskem šotoru in sicer pustni ples v maskah (bal) z show programom, ki je kot lani tudi letos v celoti uspel. Maske so imele prost vstop. Organizirana je bila tudi plačljiva večerja.

### 35. Mednarodna karnevalska povorka (26.2.)
Na pustno nedeljo, 26. februarja, med 10. in 14. uro so v Markovcih še uspeli izpeljati svoj Fašenk, ki je še takrat potekal na isti dan kot na Ptuju.
Ob 15. uri pa je bila predvidena že 35. Osrednja mednarodna karnevalska povorka, ki pa so jo zaradi močnega naliva morali odpovedati, tako kot recimo v Cerknici in na Prevaljah. To je bila tretja in zadnja odpoved po letih 1967 in 1980 v zgodovini Kurentovanja, drugič zaradi dežja. V povorko se je prijavilo čez 1,000 sodelujočih, za nagrade pa rekordnih 40 skupin. Na srečo je bilo Kurentovanje enajstdnevno in zato ni bilo take škode.

### Pustni ponedeljek (27.2.)
27. februarja, na pustni ponedeljek v karnevalskem šotoru, je bilo ob 16. uri otroška maškerada, ob 18. uri pa še pustni žur za mlade.

### 35. Pokop pusta (28.2.)
28. februarja ob 10. uri, na pustni torek, je bilo v karnevalskem šotoru pustno rajanje za predšolske otroke.
Na pustni torek, so na popoldanskem dogajanju v mestu tudi uradno pokopali pust. Vsi uradi, trgovine in šole so se zaprli že dopoldan, ljudje, predvsem Ptujčani, pa so ves dan do poznih večernih ur rajali po mestu jedru in nato še v karnevalskem šotoru.

## Karnevalski šotor
Je drugo leto zapored stal na mestu nove pošte zraven minoritskega samostana, takrat je bilo to še parkirišče. Letos so postavili skoraj enkrat večji šotor, z kapaciteto za 1,500 ljudi, za maske pa je bil vstop brezplačen. V primeru dežja je omogočil nemotene prireditve. Vsak večer so se predstavljale različne etnografske maske ter kurenti in različne glasbene skupine. Odvijale pa so se tudi različne matineje šol in vrtcev.
Osrednji, največji in najbolj obiskan dogodek v šotoru je bil "Veliki pustni bal (ples) v maskah" na pustno soboto.

### Nekdanje parkirišče pri Slovenskih Goricah
| Datum                                                  | Etnografski liki                                                                                         | Dan                   |
| ------------------------------------------------------ | --- | --------------------- |
| Nastopi glasbenih skupin vsak večer med 17. in 22. uro | |                       |
| 18.2.                                                  | Dopoldanski otvoritvena slovesnost; in Srečanje Prlekof s celega sveta                                   | predpustna sobota     |
| 19.2.                                                  | Vsak dan od 17. do 24. ure nastop glasbenih skupin, Kurenti, pustne in etnografske skupine, humoristi... | predpustna nedelja    |
| 20.2.                                                  | Vsak dan od 17. do 24. ure nastop glasbenih skupin, Kurenti, pustne in etnografske skupine, humoristi... | predpustni ponedeljek |
| 21.2.                                                  | Vsak dan od 17. do 24. ure nastop glasbenih skupin, Kurenti, pustne in etnografske skupine, humoristi... | predpustni torek      |
| 22.2.                                                  | Vsak dan od 17. do 24. ure nastop glasbenih skupin, Kurenti, pustne in etnografske skupine, humoristi... | pustna sreda          |
| 23.2.                                                  | Vsak dan od 17. do 24. ure nastop glasbenih skupin, Kurenti, pustne in etnografske skupine, humoristi... | pustni četrtek        |
| 24.2.                                                  | Vsak dan od 17. do 24. ure nastop glasbenih skupin, Kurenti, pustne in etnografske skupine, humoristi... | pustni petek          |
| 25.2.                                                  | Pihalne godbe, kurenti in tuje pustne skupine in; Veliki večerni pustni bal (ples) v maskah              | pustna sobota         |
| 27.2.                                                  | od 10. do 12. ure dopoldansko otroška maškerada                                                          | pustni ponedeljek     |
| 28.2.                                                  | od 10. do 12. ure rajanje predšolskih otrok; od 14. do 24. ure velik zaključek s pokopom pusta           | pustni torek          |

- Sašo Hribar
- Ansambel Vesna in Irena Vrčkovnik, Agropop, Oliver Twist in Simona Weiss, Štajerskih 7, Hajdi, Moni
- Nočna izmena in Alberto Gregorič, Ptujski instrumentalni kvintet, Ansambel Ekart, Ansambel Orion, Deja Mušič s Karaokami
- Mednarodne in domače karnevalske skupine, Pihalni orkestri iz Slovenije in tujine, Tradicionalne pustne skupine iz Slovenije in tujine, Fanfare...

## Pokrovitelji
Kurentovanje z vlakom je bilo 40% ceneje (kar so omogočile Slovenske železnice)ǃ
- Nova KBM
- Zavarovalnica Maribor
- Kmetijski kombinat Ptuj
- Perutnina Ptuj
- Mercator
- HIT Nova Gorica
- MIP Nova Gorica
- Ministrstvo za gospodarske dejavnost RS
- Urad za informiranje RS
- Slovenske železnice

## Bližnji etnografski fašenki

### V okolici Ptuja
| #  | Povorka   | Dan           | Od   |
| -- | --------- | ------------- | ---- |
| 4. | Markovci  | pustna sobota | 1992 |
| 3. | Cirkovce  | pustni torek  | 1993 |
| 2. | Cirkulane | pustna sobota | 1994 |